# The Flesh Mask
The Flesh Mask este un roman al autorului american Jack Vance. 
Publicat inițial în 1957 sub pseudonimul Peter Held ca Take My Face, a fost republicat sub numele scriitorului Jack Vance în 1988 de Underwood-Miller ca Take My Face și ca The Flesh Mask, titlul preferat al autorului, în ediția din 2002 Vance Integral Arhivat în 24 noiembrie 2007, la Wayback Machine.. 

## Rezumat
Tachinat de patru dintre cele mai frumoase fete ale școlii la o petrecere de liceu, un sportiv cu o față sever desfigurată și beat se aruncă spre una dintre ele în frustrarea sa. Ca pedeapsă pentru acest atac, băiatul este supus unei intervenții chirurgicale reconstructive extinse pe cheltuiala statului. Ani mai târziu, fetele sunt la facultate când una dintre ele este ucisă, chipul ei mutilat, iar celelalte primesc amenințări. Locul unde se află tânărul nu este cunoscut și nu există înregistrări fotografice ale noii sale fețe. 